# Matteo Ceirano
Matteo Ceirano (Cuneo, 1870 - Turín, 19 de marzo de 1941) fue un industrial italiano, pionero de la industria automovilística y fundador de Fratelli Ceirano & C. en 1901, Itala Fabbrica Automobili en 1904 y Società Piemontese Automobili en 1906.

## Biografía
Matteo Ceirano, tercero de los cuatro hermanos Ceirano, nace en Cuneo en 1870.
En 1901 funda Fratelli Ceirano & C. junto a su hermano Giovanni Battista. En 1903 abandona la empresa para fundar la Matteo Ceirano & C., que un año después cambia su denominación a Matteo Ceirano & C. - Vetture Marca Itala, dando lugar a la marca Itala. Participa en la carrera Susa-Moncenisio de 1904, donde vence en la categoría de automóviles ligeros a bordo de un Itala 24 HP. Ese mismo año abandona Itala. En junio de 1906 funda junto a Michele Ansaldi Società Piemontese Automobili Ansaldi-Ceirano (SPA), en la cual se encarga de la dirección técnica. Permanece en la SPA hasta 1918. 
Muere en Turín el 19 de marzo de 1941.